# Защо плачат момичетата
„Защо плачат момичетата“ е български телевизионен игрален филм, състоящ се от три новели (психологическа драма) от 1977 година на режисьора Веселин Младенов, по сценарий на Марин Цаков. Оператор е Васил Киранов. 
1. „Феята“
2. „Цветето“
3. „Срещата“

Първа изява на Ваня Цветкова, студентка във ВИТИЗ „Кръстьо Сарафов“.

## Актьорски състав
| В главните роли           | Изпълнител       |
| ------------------------- | ---------------- |
| красивата девойка         | Ваня Цветкова    |
| възрастният човек в парка | Николай Клисуров |
| младежът с компромата     | Иван Иванов      |
| фотографът                | Стефан Гърдев    |
| началникът                | Славчо Митев     |